# Manuel Zabala Urdániz
Manuel Zabala Urdániz (Zaragoza, 1852-Madrid, 1927) fue un historiador, político y pedagogo español, diputado a las Cortes Españolas durante la restauración borbónica.

## Biografía

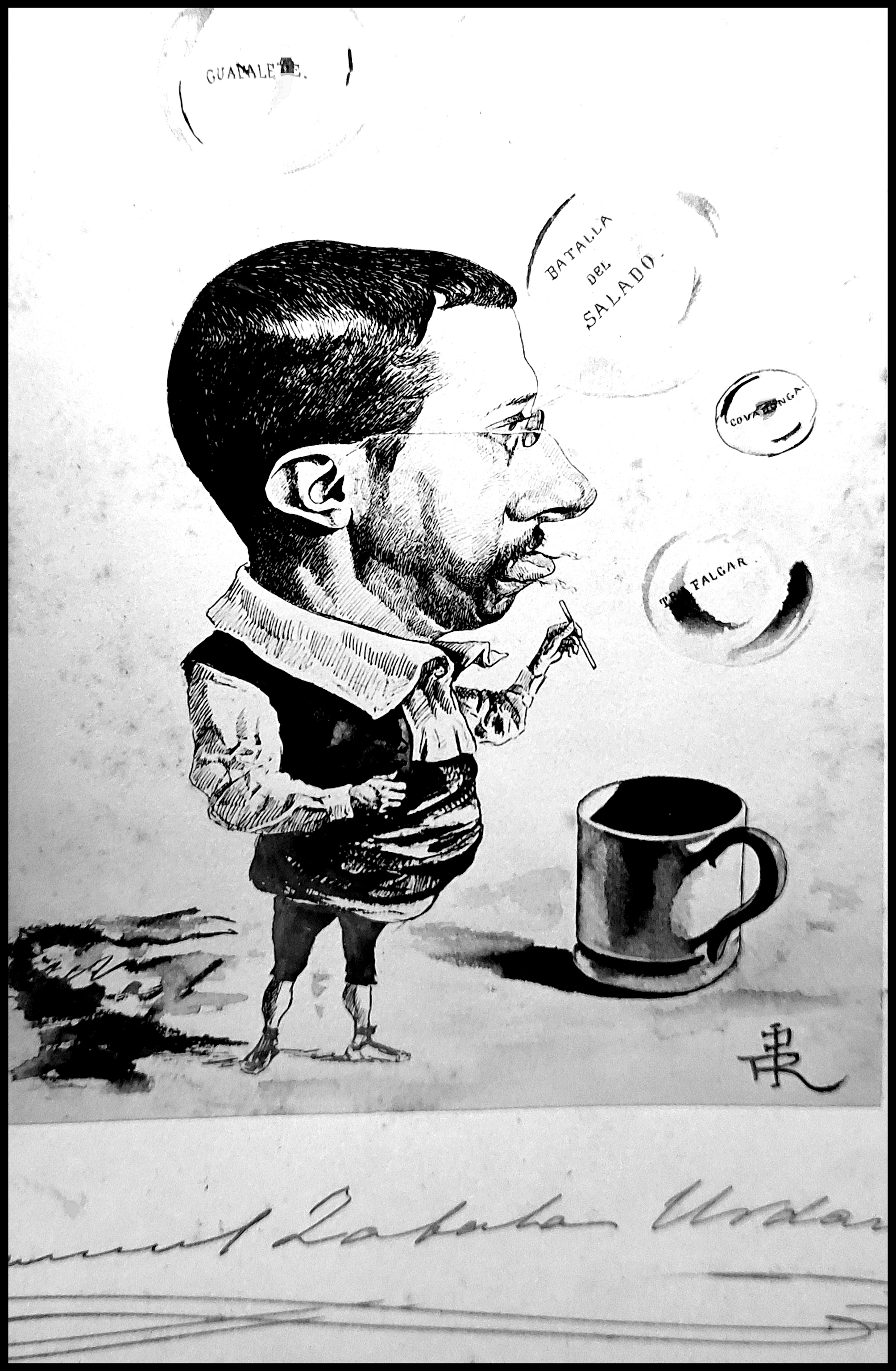
Caricatura de Manuel Zabala y Urdaniz cuya fotografía se reproduce en el libro "Gabinete Azul".

Doctorado en Filosofía y Letras y en Derecho por la Universidad de Zaragoza en 1874. En 1882 obtuvo la cátedra de Geografía e Historia del Instituto de Valencia y en 1900 del Instituto San Isidro de Madrid, del que fue director diecisiete años. También fue presidente del Ateneo Mercantil de Valencia.
Fue uno de los autores más importantes en la consolidación del sistema educativo liberal, uno de los que introdujeron la historiografía positivista metódica en la historiografía escolar, junto con Rafael Altamira. Su Compendio de Historia Universal (1909) y Historia de España (1920) fueron los manuales escolares más editados de las tres primeras décadas del siglo XX. Fue el padre de Pío Zabala Lera, también historiador.
Fue elegido regidor del ayuntamiento de Valencia por el Partido Liberal Fusionista en 1889, alcalde de Valencia en 1893-1894. Fue elegido diputado por el distrito de Liria en las elecciones generales españolas de 1898, siendo diputado del 22 de abril de 1898 a 16 de marzo de 1899. En 1904 fue nombrado consejero de Instrucción Pública.Fue miembro del Ateneo Científico, Literario y Artístico de Valencia.

## Obra
Publicó numerosas obras, entre las cuales, algunas destinadas a la enseñanza (textos de geografía e historia), como el Compendio de Historia Universal (1909), El mapa mundi y Europa en particular (1916), Historia de España (1920) y Geografía general.